# نادي كريف لكرة السلة للسيدات
نادي كريف لكرة السلة للسيدات (بالإسبانية: Club Deportivo CREF)‏ هو فريق كرة سلة إسباني للمحترفات تأسس في سنة 1960 يقع مقره في مدريد. يلعب في الدوري الإسباني لكرة السلة للسيدات حيث فاز به 7 مرات كما فاز بكأس إسبانيا 4 مرات.

## وصلات خارجية
- الموقع الرسمي